# Tommaso Giacomel
Tommaso Giacomel, né le 5 avril 2000 à Vipiteno, est un biathlète italien, vainqueur d'une épreuve de coupe du monde et vice-champion du monde de l'individuel en 2025.

## Biographie
Membre des Fiamme Gialle, Tommaso Giacomel fait ses débuts internationaux en catégories jeunes et juniors au cours de la saison 2017-2018. Il se classe notamment cinquième sur le sprint d'Obertilliach en IBU Cup junior. Plus tard, il remporte la médaille d'argent aux Championnats du monde des moins de 19 ans sur l'épreuve du sprint à Otepää. En 2019, il est médaillé de bronze du relais aux mondiaux jeunes. Peu après il signe un podium en IBU Cup junior à Sjusjøen, puis décroche la médaille de bronze du sprint aux Championnats d'Europe junior disputés sur le même site, grâce à un dix sur dix au tir. En décembre 2019, il gagne sa première épreuve d'IBU Cup junior en s'imposant sur la poursuite à Martell-Val Martello.
Il fait ses débuts en sénior lors de la saison 2019-2020. Il dispute ainsi l'étape d'IBU Cup de Martell en février où il se classe 73e du super sprint, 41e du sprint et 29e de la poursuite.Puis au début du mois de mars 2020, il fait sa première apparition en Coupe du monde à Nove Mesto, où il participe au sprint, qu'il finit à la 27e place (synonyme de premiers points), et au relais avec l'Italie qui termine 6e. Il termine ensuite la saison en Coupe du monde, écourtée en raison de la pandémie de covid-19, à  Kontiolahti où il se classe 59e du sprint et 39e de la poursuite.
Il commence sa saison 2020-2021 de Coupe du monde en janvier à Oberhof, où il se classe 43e du sprint puis 34e de la poursuite. La semaine suivante, il participe au deuxième sprint à Oberhof (initialement prévu à Ruhpolding) qu'il conclut à la 38e place puis monte sur le podium du relais avec l'équipe d'Italie qui termine troisième. Il est sélectionné pour les championnats du monde 2021 à Pokljuka, où il dispute l'individuel (71e) et le relais (6e).
Lors de l'hiver 2021-2022, il effectue la saison complète au plus haut niveau. En décembre à Östersund, il signe son premier top 10 en Coupe du monde en terminant septième de la poursuite. En février 2022 il participe aux Jeux Olympiques de Pékin où il dispute le sprint. Il s'y classe 61e et manque de justesse l'opportunité de s'aligner sur poursuite. Mais il dispute finalement une deuxième épreuve avec l'équipe d'Italie au sein du relais. Positionné en deuxième relayeur Giacomel effectue un parcours honorable, piochant seulement sur son tir debout à trois reprises. Mais les deux derniers relayeurs, Hofer et Windisch, gâchent les chances de l'équipe en visitant tous les deux l'anneau de pénalité à une reprise, l'Italie ne peut faire mieux que 7e à l'arrivée. Au cours du dernier « trimestre » de Coupe du monde en mars, Tommaso Giacomel parvient à se qualifier pour sa première mass-start à Otepää. Lors de la dernière étape à Oslo, grâce encore à de bons résultats sur le sprint et la poursuite il se qualifie pour la mass-start finale. Il termine la saison à la 36e place du classement général de la Coupe du monde et confirme sa progression.
Il signe son premier podium individuel en mars 2023 en se classant deuxième de l'individuel et termine l'hiver à la douzième place du classement général de la Coupe du monde. La saison suivante, 2023-2024, il intègre le top 10 du général (8e), grâce notamment à deux nouveaux podiums (deuxième du sprint à Ruhpolding et à Canmore).
Il remporte sa première victoire en Coupe du monde le 19 janvier 2025 en dominant magistralement la mass-start de Ruhpolding devant les Norvégiens Sturla Holm Lægreid et Johannes Thingnes Bø grâce à un sans faute au tir (le premier 20/20 de sa carrière à ce niveau). Un mois jour pour jour plus tard, aux Championnats du monde 2025 à Lenzerheide, il décroche la médaille d'argent de l'individuel derrière Éric Perrot et devant Quentin Fillon Maillet.

## Palmarès

### Jeux olympiques
| Édition / Épreuve | Individuel | Sprint | Poursuite | Mass start | Relais | Relais mixte |
| ----------------- | ---------- | ------ | --------- | ---------- | ------ | ------------ |
| Pékin 2022        | —          | 61e    | —         | —          | 7e     | —            |

Légende :
- — : non disputée par Giacomel

### Championnats du monde
| Édition / Épreuve | Individuel               | Sprint | Poursuite | Mass start | Relais | Relais mixte             | Relais mixte simple       |
| ----------------- | ------------------------ | ------ | --------- | ---------- | ------ | ------------------------ | ------------------------- |
| Pokljuka 2021     | 71e                      | —      | —         | —          | 6e     | —                        | —                         |
| Oberhof 2023      | 17e                      | 17e    | 43e       | 28e        | 7e     | Médaille d'argent, monde | Médaille de bronze, monde |
| Nové Město 2024   | 45e                      | 15e    | 20e       | 15e        | 6e     | 10e                      | Médaille d'argent, monde  |
| Lenzerheide 2025  | Médaille d'argent, monde | 5e     | 5e        | 6e         | 5e     | 7e                       | 7e                        |

Légende :
- : deuxième place, médaille d'argent
- : troisième place, médaille de bronze
- — : non disputée par Giacomel

### Coupe du monde
- Meilleur classement général : 6e en 2025.
- 19 podiums :
  - 9 podiums individuels : 1 victoire, 6 deuxièmes places et 2 troisièmes places.
  - 4 podiums en relais : 1 deuxième place et 3 troisièmes places.
  - 4 podiums en relais mixte : 3 deuxièmes places et 1 troisième place.
  - 2 podiums en relais mixte simple : 1 deuxième place et 1 troisième place.

 Dernière mise à jour le 23 mars 2025 

#### Victoire
| Saison \ Épreuve | Individuel | Sprint | Poursuite | Mass start | Total |
| ---------------- | ---------- | ------ | --------- | ---------- | ----- |
| 2024-2025        |            |        |           | Ruhpolding | 1     |
| Total            | 0          | 0      | 0         | 1          | 1     |

Dernière mise à jour le 19 janvier 2025.

#### Classements en Coupe du monde
| Saison    | Individuel | Individuel | Sprint | Sprint   | Poursuite | Poursuite | Mass start | Mass start | Général | Général  |
| Saison    | Points     | Position   | Points | Position | Points    | Position  | Points     | Position   | Points  | Position |
| --------- | ---------- | ---------- | ------ | -------- | --------- | --------- | ---------- | ---------- | ------- | -------- |
| 2019-2020 |            |            | 14     | 67e      | 2         | 70e       |            |            | 16      | 78e      |
| 2020-2021 | -          | nc         | 3      | 82e      | 20        | 56e       |            |            | 23      | 73e      |
| 2021-2022 | -          | nc         | 65     | 36e      | 67        | 34e       | 28         | 31e        | 160     | 36e      |
| 2022-2023 | 120        | 5e         | 159    | 15e      | 214       | 9e        | 99         | 13e        | 592     | 12e      |
| 2023-2024 | 68         | 14e        | 282    | 5e       | 230       | 10e       | 108        | 13e        | 688     | 8e       |
| 2024-2025 | 87         | 10e        | 279    | 5e       | 271       | 4e        | 190        | 7e         | 827     | 6e       |

### Championnats du monde jeunesse
- Médaille d'argent du sprint en 2018 à Otepää.
- Médaille de bronze du relais en 2019 à Brezno-Osrblie.

### Championnats d'Europe junior
- Médaille de bronze du sprint en 2019 à Sjusjøen.